# Crataegus rivularis
Crataegus rivularis är en rosväxtart som beskrevs av Thomas Nuttall, John Torrey och Gray. Crataegus rivularis ingår i Hagtornssläktet som ingår i familjen rosväxter. Inga underarter finns listade i Catalogue of Life.

## Bildgalleri

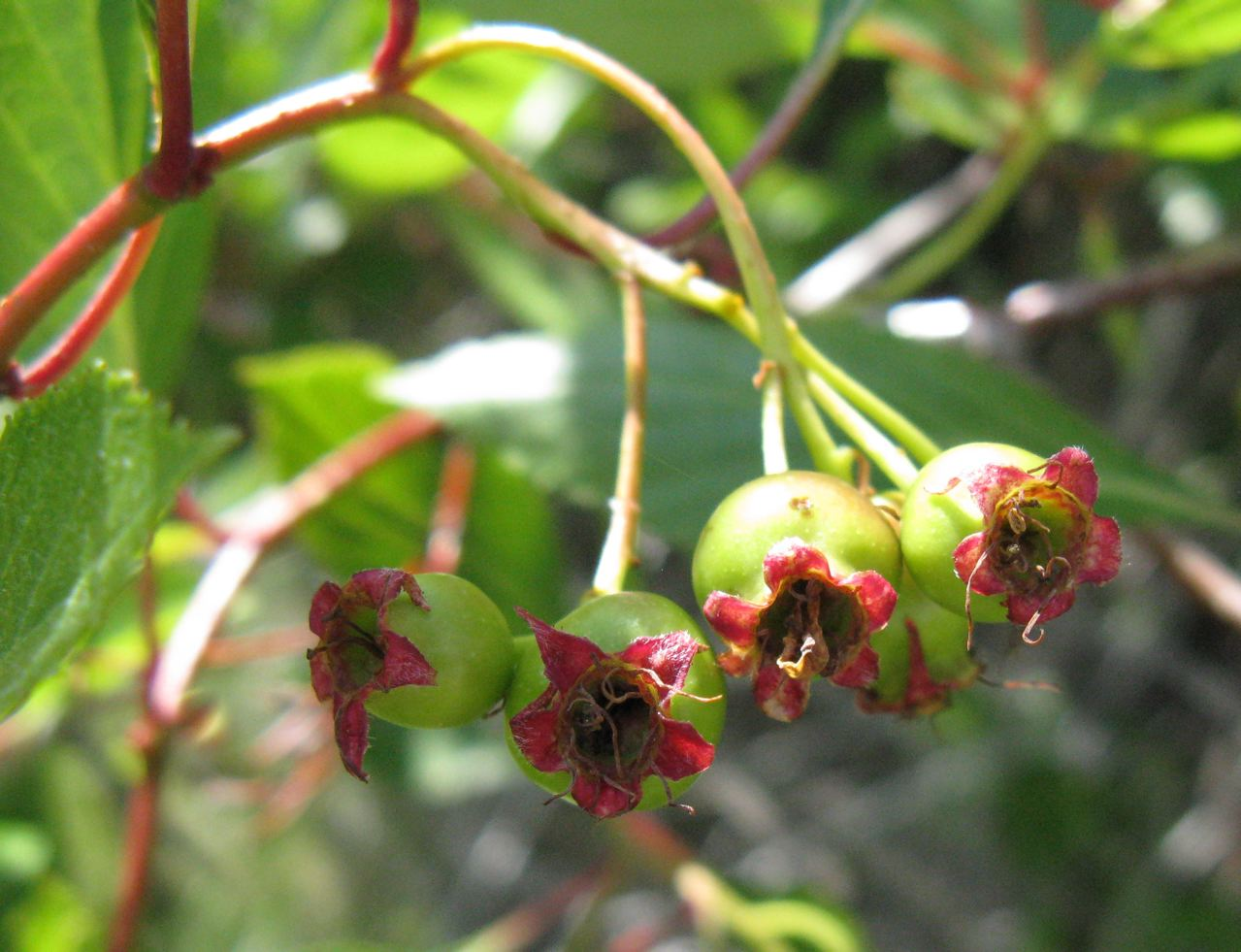
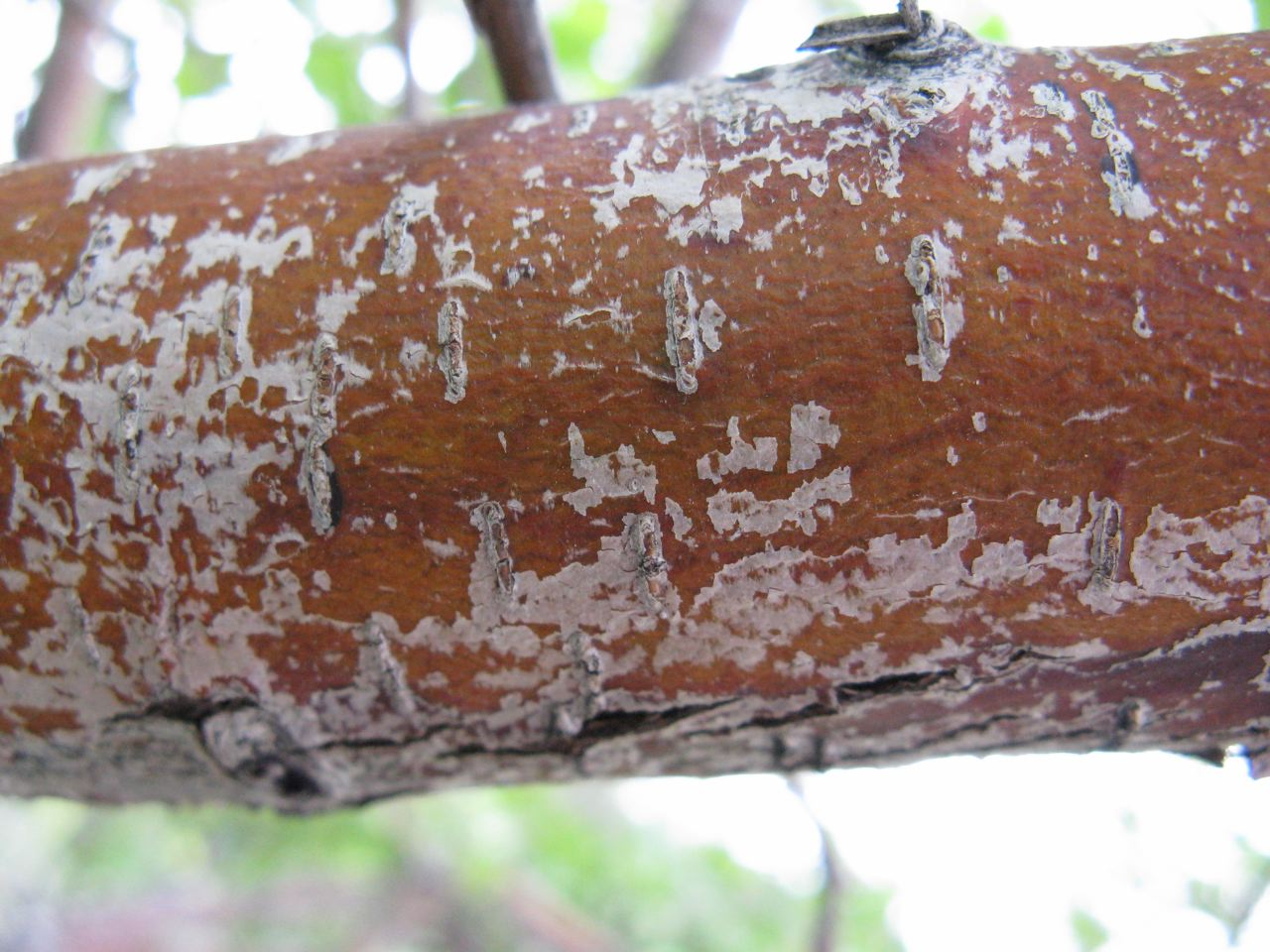